# Liste Germersheimer Persönlichkeiten
Die Liste Germersheimer Persönlichkeiten enthält Persönlichkeiten mit Bezug zu Germersheim, geordnet nach Ehrenbürgern, Personen, die in der Stadt geboren wurden, sowie solchen, die von auswärts nach Germersheim kamen und dort gewirkt haben. Einige der aufgeführten Persönlichkeiten sind auf dem Friedhof Germersheim, dessen historische Gräber zum Teil erhalten geblieben sind, beigesetzt; jüdische Bürger wurden v. a. auf dem jüdischen Friedhof in Rülzheim beerdigt.

## Ehrenbürger
Die Stadt Germersheim hat seit dem 19. Jahrhundert elf Ehrenbürger ernannt:
- 1830, 15. Mai: Anton Edlinger, deutscher General und Vorstand der Militär-Lokalkommission Germersheim,
- 1849, 28. Oktober: Franz Eduard von Weishaupt (1786–1864)[3], bayerischer General und Kommandant der Festung Germersheim
- 1875, 19. Februar: Gottfried Schmauß (1829–1877)[3], deutscher Arzt
- 1888, 16. November: August Resser, Leiter der Lateinschule
- 1889, 14. Januar: Adam Disqué (1828–1900)[3], deutscher Richter
- 1889, 27. März: Nikolaus Ernst Wündisch (1821–1908)[3], protestantischer Pfarrer und Kirchenrat
- 1895, 1. April: Otto von Bismarck (1815–1898), deutscher Staatsmann
- 1898, 10. Juli: Karl Theodor von Sauer (1834–1911)[3], bayerischer General der Artillerie
- 1952: Eugen Sauer (1879–1961)[3], katholischer Dekan und bischöfl. geistl. Rat, Stadtpfarrer von 1920 bis 1956
- 1962, 21. August: Eduard Orth (1902–1968)[3], Politiker (CDU), MdB, MdL, Kultusminister des Landes Rheinland-Pfalz von 1956 bis 1967
- 1987, 24. April: Siegfried Jantzer (1917–1991)[3], Bürgermeister von 1956 bis 1981

Nachdem im Stadtrat von Germersheim 1898 bzw. 1899 die Frage, ob Joseph Probst der Titel des Ehrenbürgers verliehen werden soll, bereits zweimal ergebnislos vertagt worden war, verstarb dieser. In der Zeit des Nationalsozialismus verzichtete Germersheim darauf, NS-Politiker zu Ehrenbürgern zu ernennen.
Bevor 1972 der heutige Ortsteil Sondernheim nach Germersheim eingemeindet wurde, erlangten dort drei Personen die Ehrenbürgerwürde:
- 1948, 26. April: Franz Lang, katholischer Pfarrer von 1923 bis 1948
- 1968, 13. Januar: Heinrich Scherer, Bürgermeister von 1932 bis 1945
- 1969, 16. November: Valentin Moos, später Bruno Moos, Volksmissionar in Brasilien

## Söhne und Töchter der Stadt

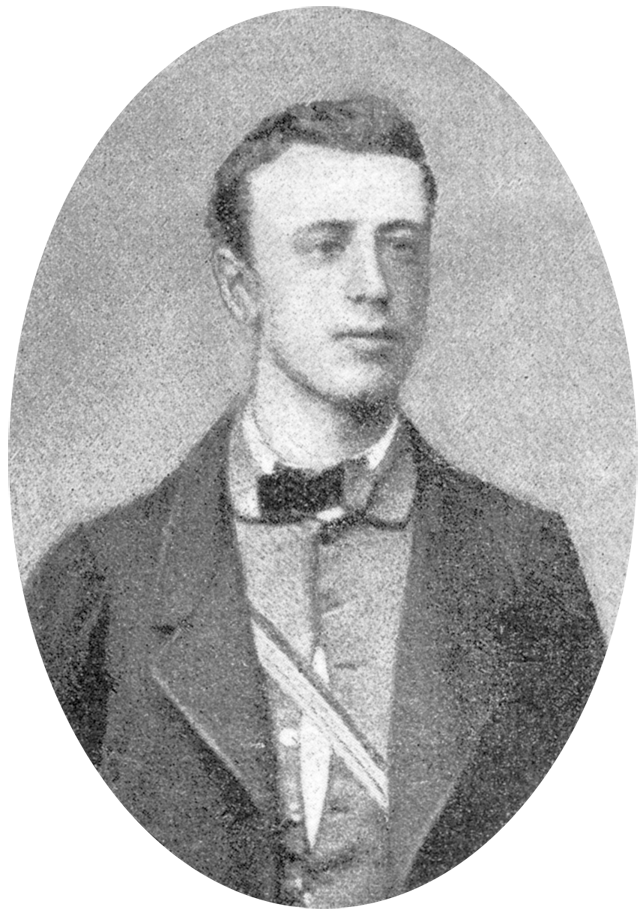
Eugen von Zimmerer (1862)

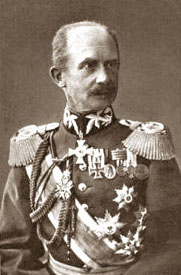
Otto Kreß von Kressenstein (1912)

Eugen Croissant

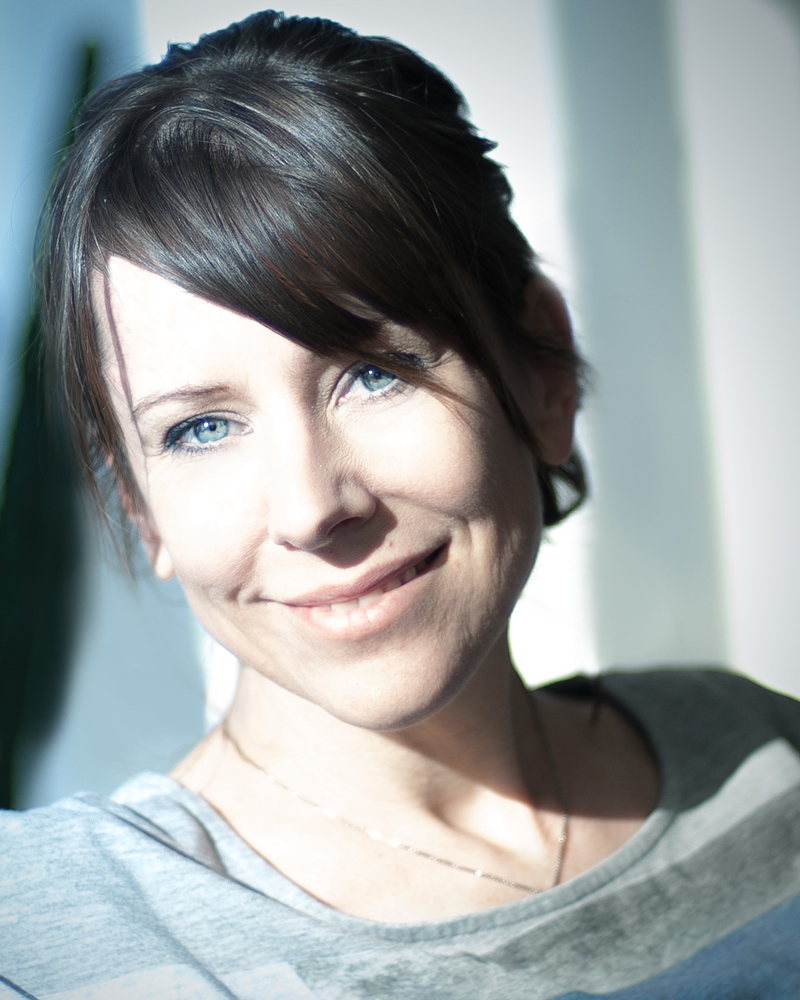
Nicole Böhm

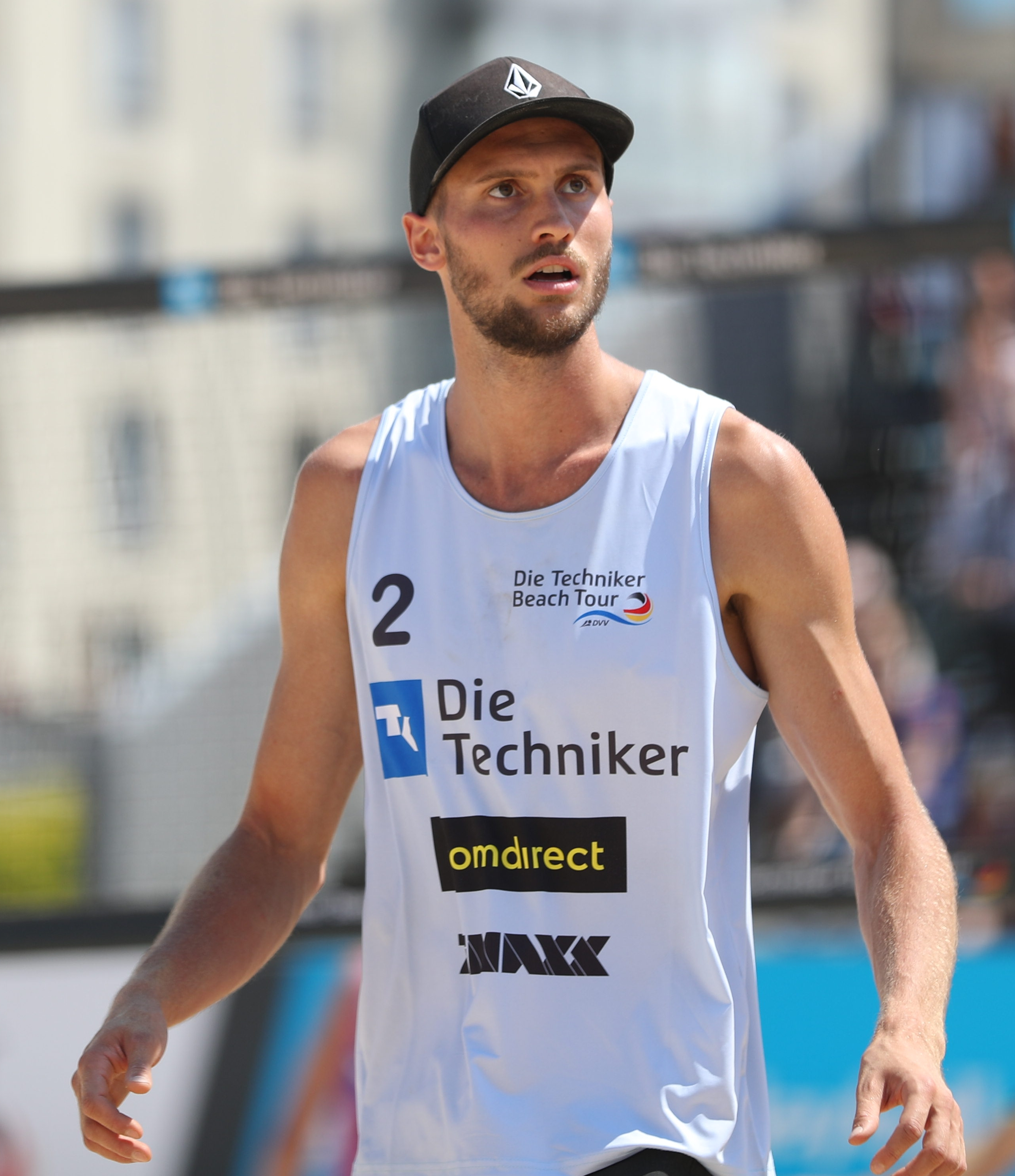
Lars Lückemeier

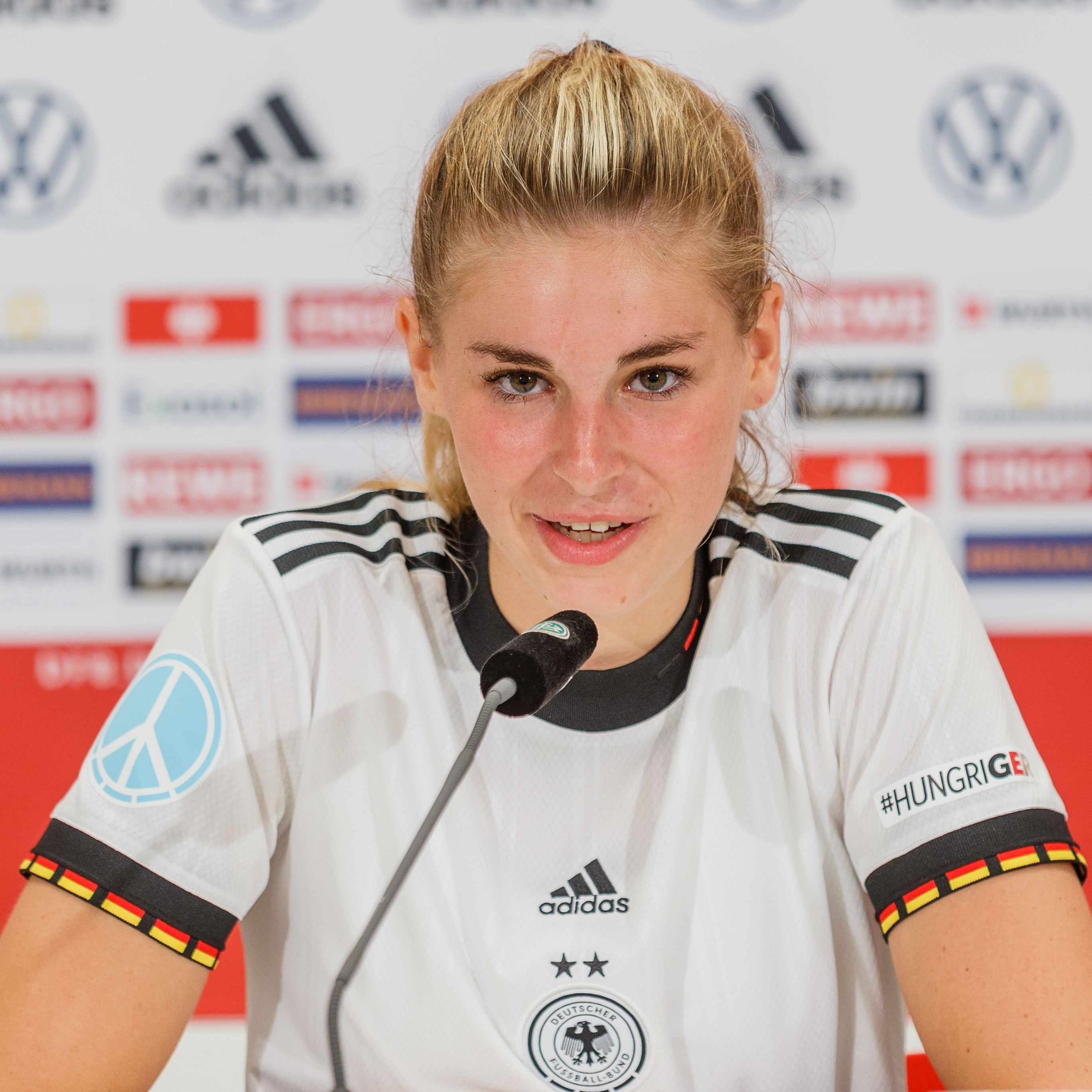
Jule Brand

### Jahrgänge vor 1800
- Johannes Posthius (1537–1597), Arzt und Dichter
- Eberhard Arbogast (1793–1875), Befreier Napoléon Bonapartes von Elba

### 19. Jahrhundert

#### 1801 bis 1860
- Paul Josef Nardini (1821–1862), Theologe
- Gottfried Schmauß (1829–1877), Arzt
- Friedrich Wilhelm Cuno (1838–1905), evangelischer Pastor
- Eugen von Zimmerer (1843–1918), Gouverneur von Kamerun und Minister
- Max von Seydel (1846–1901), Rechtswissenschaftler und Statistiker
- Alfred Dillmann (1849–1924), Rechtsanwalt und Polizeipräsident
- Maximilian von Gerstner (1849–1915), bayerischer General der Artillerie
- Otto Kreß von Kressenstein (1850–1929), Politiker und Generaloberst
- Adolf Fleischmann (1852–1919), deutscher Pfarrer und Politiker
- Bernhard Hagen (1853–1919), Forschungsreisender
- Theodor Kleehaas (1854–1928/29), Porträt- und Genremaler
- Franz von Martin (1854–1931), bayerischer Generalleutnant
- Friedrich Kreß von Kressenstein (1855–1920), bayerischer General der Infanterie

#### 1861 bis 1900
- Eugen Croissant (1862–1918), Journalist und Schriftsteller
- Benno Koppenhagen (1867–1934), Arzt und Autor
- Oskar Clemens (1873–1957), Jurist und Bezirksoberamtmann
- Franz Bender (1873–1905), Maler und Grafiker
- Karl Müller (1874–1955), Landrat im Landkreis Kaiserslautern
- Hermann Kriebel (1876–1941), Offizier, Freikorpsführer, Diplomat und NSDAP-Politiker
- Ludwig Wagner-Speyer (1882–1939), Architekt, kommunaler Baubeamter und Hochschullehrer
- Karl Morvilius (1883–1960), Theater- und Filmschauspieler und Kunstmaler
- Wilhelm Daser (1884–1968), Militäroffizier
- Mathilde Mayer (1889–nach 1956), Pädagogin
- Valentin Nagel (1891–1942), deutscher Maler
- Friedrich Wilhelm Starck (1891–1968), Polizeipräsident und SS-Brigadeführer
- Hermann Lichtenberger (1892–1959), Generalmajor der Luftwaffe der Wehrmacht
- Eugen Weissmann (1892–1951), Offizier
- Willy Damson (1894–1944), Politiker (NSDAP)
- Adam Meyer (1894–1959), deutscher Missionar
- Friedrich Krebs (1894–1961), Jurist und Politiker (NSDAP)
- Franz Sondinger (1896–1939), Regisseur, Schauspieler, Intendant und Schriftsteller (Olympiasieger 1936)
- Richard Wagenbauer (1896–1942), Politiker (NSDAP)
- Hans Saupert (1897–1966), Politiker (NSDAP)
- Karl Schmitt-Walter (1900–1985), Opern- und Liedersänger

### 20. Jahrhundert

#### 1901 bis 1950
- Gustav Weiss (1901–1959), Politiker (DP)
- Eduard Orth (1902–1968), Volkswirt, Unternehmer und Politiker (CDU)
- Richard Zapp (1904–1964), Marineoffizier
- Hermann Krutsch (1905–1982), Politiker (NSDAP)
- Otto Völcker (1912–1990), Fotomeister, Schriftsteller
- Hermann Stumpf (1912–1997), Vizepräsident des Bundesarbeitsgerichts
- Franz Immig (1918–1955), Fußballspieler, geboren in Sondernheim
- Kurt A. Dambach (1919–2004), Unternehmer
- Alfred Reichling (* 1931), Orgelforscher
- Lothar Fischer (1933–2004), Bildhauer
- Ragnar Kinzelbach (* 1941), Ökologe und Zoologe
- Dieter Hänlein (* 1942), Politiker (CDU)
- Marliese Köster (* 1944), Politikerin (CDU)

#### 1951 bis 2000
- Christel Agrikola (* 1953), Ruderin
- Rudolf Geissler (* 1953), Hörfunk-Journalist
- Maria Selig (* 1959), Romanistin und Sprachwissenschaftlerin
- Dietmar Roth (* 1963), Fußballspieler
- Björn Brücher (* 1965), Mediziner, Chirurg und Tumorforscher
- Heike Brandenburger (* 1970), Leichtathletin
- Simone Sterr (* 1970), Theaterregisseurin und Intendantin
- Uta Degner (* 1973), Germanistin
- Nicole Böhm (* 1974), Autorin
- Oliver Haffner (* 1974), Film- und Theater-Regisseur und Drehbuchautor
- Jochen Hinkelbein (1974–2025), Lehrstuhlinhaber für Notfallmedizin, Anästhesiologe und Luft- und Raumfahrtmediziner
- Tanja Mildenberger (* 1976), Verwaltungsjuristin und politische Beamtin
- Nicole Bolleyer (* 1978), Politikwissenschaftlerin
- Lars Lückemeier (* 1994), Volleyball- und Beachvolleyballspieler
- Marcel Mehlem (* 1995), Fußballspieler
- Siri Wiedenbusch (* 1995), Schauspielerin und Synchronsprecherin
- Martin Salmon (* 1997), Radrennfahrer
- Yemisi Ogunleye (* 1998), Olympiasiegerin im Kugelstoßen

### 21. Jahrhundert
- Jule Brand (* 2002), Fußballspielerin
- Lisa Schubert (* 2002), Politikerin (Die Linke), Mitglied des Deutschen Bundestages

## Personen, die mit der Stadt in Verbindung stehen
- Johann Hilchen von Lorch (1484–1548), Ritter und kaiserlicher Feldmarschall, wurde 1523 in Germersheim gefangen genommen
- Heinrich Christian von Schmaltz (1787–1865), bayerischer General und griechischer Kriegsminister, ab 1842 Festungskommandant von Germersheim
- Moritz von Hirschfeld (1790–1859), griff vor Ort pfälzische Revolutionärsgruppen an
- Franz Xaver von Predl (1795–1866), bayerischer Adeliger und Offizier, Platz-Stabsoffizier der Garnison Germersheim, 1849–1859
- Alphons von Stockum-Sternfels (1796–1857), bayerischer Freiherr, Generalmajor und Kommandant der Festung Germersheim
- Ferdinand von Malaisé (1806–1892), bayerischer General, war ab 1921 vor Ort Zollbeamter
- Maximilian Joseph von Lamotte (1809–1887), Verwaltungsbeamter, war ab 1848 Landkommissär in Germersheim
- Hans Alfred Erbe (1823–1895), Jurist, war vor Ort ab 1849 Zivilkommissar der Pfälzer Provisorischen Regierung
- Hippolyt August Schaufert (1834–1872), Dichter, war vor Ort zeitweise Landgerichtsassessor
- Eduard Eppelsheim (1837–1896), von 1886 bis 1896 Bezirksarzt in Germersheim, Insektenforscher
- Carl Friedrich Heman (1839–1919), evangelischer Theologe und Philosophieprofessor an der Universität Basel, 1864–1871 Pfarrvikar in Germersheim
- Louise Pfähler (* vor 1858–1899), Stifterin, besuchte vor Ort die Elementarschule
- Wilhelm von Haasy (1867–1946), Generalleutnant und Regimentskommandeur. war zeitweise Major und Bataillonskommandeur in Germersheim
- Vinzenz Fuchs (1888–1968), Theologe und Dompropst, verrichtete seinen Sanitätsdienst in Germersheim
- Friedrich von Schmauß (* 13. Januar 1792 in München; † 28. April 1846 in Germersheim), Erbauer der Festungsanlage
- Adam Ritzhaupt (* 3. November 1882 in Ludwigshafen am Rhein; † 6. Dezember 1976 in Erfurt), war Vikar um 1905 in Germersheim bei dem protestantischer Pfarrer sowie Kirchenrat und Ehrenbürger Nikolaus Ernst Wündisch (1821–1908), bevor er selbst Pfarrer wurde.
- Friedrich Giese (1882–1958), Staatsrechtler, lehrte unter anderem an der örtlichen Dolmetscher-Schule
- Georg Otto Angerer (1893–1951), Politiker (NSDAP), wuchs unter anderem in Germersheim auf
- Hermann Spatz (* 24. August 1899 in Ludwigshafen am Rhein; † 1973), deutscher Maler
- Hans von Sponeck (1888–1944) wurde hier nach der Umwandlung seines Todesurteils in Festungshaft genommen. Nach dem Attentat vom 20. Juli 1944 wurde er erschossen.
- Johannes Bähr (1902–1980), Pfarrer, war zeitweise Vikar in Germersheim
- Karl Delobelle (1904–1944), Politiker (NSDAP), war 1934 übergangsweise Kreisleiter von Germersheim
- Nikolaj Salnikow (* 1932), Slawist und Lehrstuhlinhaber in Mainz, lebte in Germersheim
- Hannelore Kohl, geborene Renner (1933–2001), spätere Ehefrau von Helmut Kohl, wohnte als Studentin in Germersheim
- Klaus Pörtl (* 1938), Professor für Hispanistik in seinem Wohnort Germersheim
- Grup Tekkan (Gründung 2005), Band aus Germersheim, drei Mitglieder
- Karl-Heinz Hopfensperger, Träger des Verdienstordens des Landes Rheinland-Pfalz